# 高棠歌
高棠歌是流行于中国中山市坦洲镇附近的大沙田区的民歌，是谈婚论嫁拜高堂时所唱的民歌。
在办理喜事时，男方请亲友到家中摆酒“唱高堂”，所用的曲调就是高棠歌。

## 参看
- 咸水歌